# Hermann Haepe
Hermann Haepe (* 13. November 1857 in Dresden; † 27. Mai 1926) war ein sächsischer Generalmajor.

## Leben
Nach Erziehung im elterlichen Hause, Besuch der Preusker'schen Vorbereitungs-Anstalt für Fähnrich, Einjährig-Freiwillige und Primaner von Hauptmann a. D. Preusker und dem Vitzthumschen Gymnasium, trat er am 14. Oktober 1880 als Avantageur in das Schützen-(Füsilier-)Regiment „Prinz Georg“ (Königlich Sächsisches) Nr. 108 der sächsischen Armee ein. Er verbracht die nächsten Jahre im Regiment und diente nach Beförderung zum Hauptmann im Jahre 1893 als Kompanieführer der 10. Kompanie im Regiment. Er wurde nach Beförderung zum Major am 23. Oktober 1903 in das Infanterie-Regiment Nr. 177 und 1904 als Bataillonskommandeur in das Infanterie-Regiment „König Wilhelm II. von Württemberg“ (6. Königlich Sächsisches) Nr. 105 versetzt. Nach Beförderung zum Oberstleutnant kehrte er als Stabsoffizier in sein Stammregiment zurück. Nach weiterer Beförderung zum Oberst im Jahre 1911 wurde er Kommandeur des Infanterie-Regiment „König Ludwig III. von Bayern“ (3. Königlich Sächsisches) Nr. 102. Er erhielt noch im selben Jahre das Offizierskreuz des bayerischen Militärverdienstorden. 1912 erhielt er die Prinzregent-Luitpold-Medaille in Bronze. 1913 erhielt er aufgrund einer Reise nach München zur Beiwohnung der Bestattung des verstorbenen Regimentschefs Luitpold von Bayern die Erlaubnis zum Tragen des Orden vom Heiligen Michael II. Klasse.
Aufgrund einer längeren Erkrankung wurde er im März 1914 unter Verleihung des Komturkreuzes II. Klasse zur Disposition gestellt und konnte nicht an dem direkten Kampfgeschehen des Ersten Weltkrieges teilnehmen. Er wurde daher als Kommandeur des Landwehr-Bezirks I in Dresden verwendet. Aufgrund seiner organisatorischen Betätigung wurde ihm im Jahre 1918 noch der Charakter eines Generalmajors verliehen. Er wurde noch im selben Jahre auf eigenes Aussuchen aus der sächsischen Armee entlassen. Haepe wurde nach seinem Tod 1926 in Tolkewitz begraben. Zu den zahlreichen Generälen die an seiner Beerdigung teilnahmen, gehörten Alfred von Kotsch, August Fortmüller, Hans von Eulitz, Albrecht von Mandelsloh, von Koppenfels und Theodor Pilling.
Er heiratete 1898 die Nürnbergerin Jetty Reinhardt.